# Stazione di Jesi
La stazione di Jesi è una stazione ferroviaria posta sulla linea Roma-Ancona; si trova nel territorio comunale di Jesi.
La stazione è normalmente presenziata da Capostazione ed è dotata di Apparato centrale di tipo ACEI.

## Movimento
La stazione è servita da collegamenti a lunga percorrenza Frecciargento e Intercity operati da Trenitalia, nonché dai servizi regionali svolti da Trenitalia nell'ambito del contratto di servizio stipulato con la Regione Marche.

## Servizi
La stazione è dotata di biglietteria automatica e con personale.